# ヘテロジニアスネットワーク
情報処理用語では「異種混合ネットワーク」の意味で使われる。ヘテロジニアス（Heterogeneous）は、「異質の、異種の」を意味する形容詞の英単語である。
IT業界では、異種のメーカのプロトコルであろうとオープンで多種多様なプロトコル構成が可能なものを「ヘテロジニアスネットワーク」という形で表現する。
最近では、携帯電話業界でも携帯電話のネットワークでも使用されることが多くなり、「LTE」のネットワーク形態の介入から注目されてきている。ただし、IT業界では、たとえば携帯電話ネットワークとLANネットワークの組み合わせのような異なるアクセス技術を利用して端末に接続する混合ネットワークをヘテロジニアスネットワークと呼ぶことが多いが、携帯電話業界では、高電力基地局（マクロセル基地局）のカバレッジ内に低電力基地局が存在し、端末が状況に応じて接続先の基地局を選択できる携帯電話ネットワークをヘテロジニアスネットワークと呼ぶことが多い。
また、「均一的な」を意味する「ホモジニアス」ネットワークの対語としても使われる。
| スタブアイコン | サブスタブ | この項目は、まだ閲覧者の調べものの参照としては役立たない、コンピュータに関連した書きかけの項目です。この項目を加筆・訂正などしてくださる協力者を求めています（P:コンピュータ）。 |